# Az Altaj Arany-hegyei
Az Altaj nagy kiterjedésű hegylánc Dél-Szibéria és Közép-Ázsia találkozásánál, Kazahsztán, Kína, Mongólia és Oroszország területén. Itt erednek többek között azok a folyók, melyekből az Ob és az Irtis, Nyugat-Szibéria két legnagyobb folyama keletkezik. A hegyvidék egyes oroszországi, gazdasági tevékenységtől lényegében érintetlen területeit Az Altaj Arany-hegyei összefoglaló néven 1998-ban felvették az UNESCO világörökség listájára. (Az Altaj eredeti jelentése: al – arany, tau – hegy.) A térségnek fontos szerepe van a biológiai sokféleség megőrzésében, változatos tájai számos állatfajnak, köztük veszélyeztetett és endemikus fajoknak nyújtanak menedéket.

## Fekvése, részei
Domborzati viszonyok és élővilág tekintetében a terület rendkívül változatos képet mutat. Nagyobbik részét sűrű fenyőerdőkkel benőtt hegyek alkotják, köztük mélyen bevágódó folyóvölgyekkel, a legmagasabb hegyek felszínét örökhó és gleccserek borítják. Ugyanitt találhatók Szibéria legnagyobb kiterjedésű, gazdag vegetációjú alpesi rétjei, a déli részeken pedig hegyi tundrák, hegyi sztyeppek, sőt félsivatagos területek is.
Az Altaj Arany-hegyei néven a világörökség részeként nyilvántartott vidék összterülete 1 611 457 ha, (más adat szerint 1,64 millió ha). Három, egymással nem érintkező egységből áll, melyek mindegyike Oroszországban, az Altaj köztársaság közigazgatási határain belül található.
- Az Altaj természetvédelmi terület (872 000 ha), valamint az északnyugati határán fekvő Tyeleckoje-tó és a tó nyugati partján elterülő védőzóna (93 753 ha) – 51°00' (É), 89°00' (K).
- A Katuny természetvédelmi terület (130 000 ha) és hozzá kapcsolódóan a Beluha hegytömbje a védőzónával (262 800 ha) – 49°30' (É), 86°15' (K).
- Az Ukok nyugalmi övezet (Quiet Zone, Зона покоя) az Ukok-fennsíkon (252 904 ha) – 49°15' (É), 87°30' (K).

## Az Altaj Természetvédelmi Terület
Az Altaj Természetvédelmi Területet először 1932-ben alakították ki. Azóta kétszer megszüntették, majd mindig újra létrehozták, utoljára 1967-ben. A kb. 250 km hosszan, északnyugat-délkeleti irányban elnyúló védett terület közigazgatásilag a Turocsaki járáshoz tartozik. Kiterjed a Tyeleckoje-tótól északra és keletre eső vidékre, a tó egy részére, valamint fő tápláló folyójától, a Csulismantól keletre fekvő térségre (Csulisman-magasföld). Délen a Csulisman felső szakaszának völgyét is magában foglalja, a Dzsulu-kul tóval együtt.
Északi, keleti és déli határán magas hegyvonulatok húzódnak, keskeny hegygerincekkel, meredek, 3000 m körüli legmagasabb csúcsokkal. A védett terület tengerszint feletti magasság a 450 m és 3150 m között váltakozik, kiugróan magas pontjai a Kurkurebazsi-hegy (3111 m) és délkeleten a Bogojas-hegy (3148 m). A vidéket ennél általában jóval alacsonyabb magasságok és csak kis mértékben tagolt felszínek jellemzik, de alapvetően az is hegyes, erdővel benőtt vidék. Délen az erdőket köves vagy cserjés hegyi tundra váltja fel, a Csulisman völgyének egyes szakaszain a sztyepp az uralkodó. A felszín mintegy 20%-át jég, kopár szikla, kavics- és sziklatörmelék foglalja el.

### Vízrajza
A terület folyóvizei a Tyeleckoje-tó és a Csulisman vízrendszeréhez tartoznak. Többnyire az Abakani- és a Sapsal-hegységekben vagy ezek nyúlványain erednek és északnyugati, nyugati irányba tartanak. Felső szakaszukon gyakran gleccserek által kivájt széles teknővölgyekben folynak, majd mélyen a hegyekbe vágódó, meredek, erdővel borított völgyekben folytatódnak. Jelentősebb folyók:
- a Csulisman (hossza 241 km, ennek első 60 km-es szakasza tartozik a területhez)
- jobb oldali mellékfolyói: a Csulcsa (98 km) és a Savla (67 km)
- bal oldali mellékfolyója: a Bogojas (58 km)

A folyók gyakran festői szurdokban folytatják útjukat, medrüket zúgók, zuhatagok, vízesések teszik változatossá. A Csulcsa-folyón található az Altaj-hegység legnagyobb vízesése, mindössze néhány km-re a torkolattól.
Az egy hektárnál nagyobb felületű állóvizek száma meghaladja az ezret. Többségük a magashegységi régióban fekvő, gleccserek által kimélyített ún. kártó. A délkeleti részeken, az örökfagy övezetben termokarsztos tavak alakultak ki.
- A magashegyi tavak legnagyobbika a Dzsulu-kul (Meleg-tó vagy Nyári-tó), 2200 m-es tengerszint feletti magasságban. Hossza 10 km, szélessége 3 km, területe 29,5 km², legnagyobb mélysége 7 m (9 m?). Ebből a tóból ered a Csulisman, más felfogás szerint azonban tőle 5 km-nyire ered és átfolyik a tavon. A tó körüli kiterjedt medencében mintegy 250 kisebb állóvíz található.

### Éghajlata

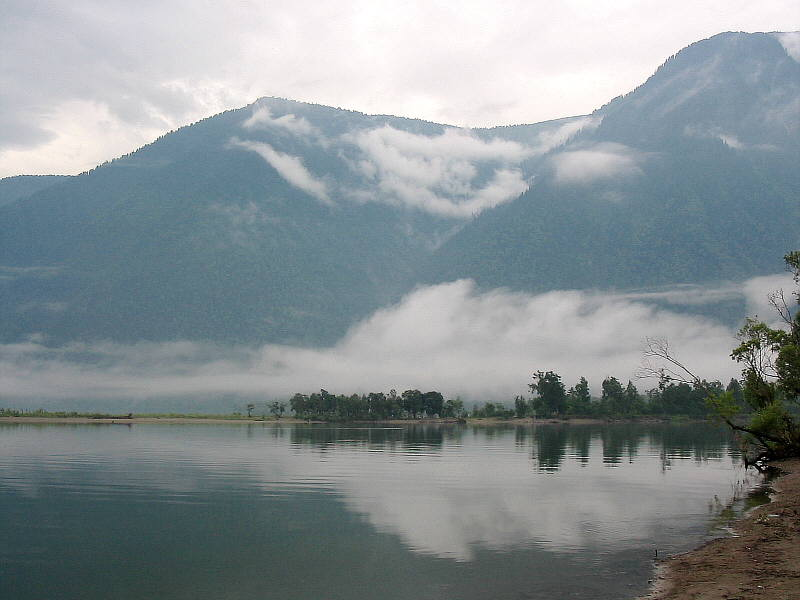
A Tyeleckoje-tó déli vége

Az éghajlat a terület északi részein jóval enyhébb és csapadékosabb, mint a délin. Az évi középhőmérséklet északon 3,2 °C, délen –5 °C. Északon a januári középhőmérséklet –8,7 °C, a júliusi 16 °C; délkeleten a nyári maximum 30 °C, télen viszont néha –50 °C-os fagyok is előfordulnak. A Tyeleckoje-tó környékének 900–1000 mm/éves csapadékával szemben a délkeleti Dzsulu-kul medencéjének 3-4-szer kevesebb jut, a növények tenyészideje is jóval rövidebb.

## A Tyeleckoje-tó
A Tyeleckoje-tó vízfelületének csak egy része (bő 11 000 ha) tartozik a természetvédelmi területhez, (ezért ez a rész csak külön engedéllyel látogatható). Hegyekkel övezett különlegesen szép fekvése, vizének tisztasága és más természeti értékei miatt azonban a tó egésze felkerült a világörökség listájára. A világörökség részét képezi a nyugati partvidéken kijelölt terjedelmes védőzóna is, melynek nagy része ugyancsak tajga.

## A Katuny Természetvédelmi Terület
A Katuny Természetvédelmi Területet 1991-ben hozták létre 151 664 hektáron, az Altaj-hegyvidék délnyugati részén, zömmel a Katuny-folyó felső folyásának körzetében. Közigazgatásilag az Uszty-Kokszai járáshoz tartozik, igazgatási központja az azonos nevű településen található; déli határa egybeesik az orosz-kazah államhatárral. Koordinátái: 49° 28' – 49° 56' (É), 85° 37' – 86° 34' (K).
A védett terület a Katunyi-hegység magashegyi régiójára terjed ki. Felszínének közel 50%-át hó, jég, kopár sziklafelület, illetve sziklatörmelék borítja. További részeit főként alpesi rétek, hegyi sztyeppék, köves hegyi tundrák foglalják el, és csak egy kisebb részt fedi tajga. A hegyek tengerszint feletti magassága 1300 és 3280 m között váltakozik, a vízválasztók gerinceinek a völgytalpakhoz mért magassága egyes helyeken az 1000 m-t is eléri.
A hegységben mindenütt jól megfigyelhető az egykori és a jelenkori gleccserek eróziós, átalakító tevékenysége. Meredeken kiemelkedő hegycsúcsok, teknővölgyek, morénahátak, kőtengerek, valamint omlások és lavinák nyomai, festői szépségű tengerszemek (kártavak) jelzik a jég, a hó és az olvadékvizek felszínformáló munkáját.

### Vízrajza
A természetvédelmi terület hegyi folyói a Katuny vízrendszeréhez tartoznak. Többnyire meredek, szakadékos partok között folynak, völgytalpaikat és medrüket sok helyen kavics- és törmelékréteg borítja; felső szakaszaikon igen nagy esésű, esetenként vadul rohanó patakok, folyók, majd alacsonyabb térszínekre érve megszelídülnek.
A hegység számos állóvize közül legszebbnek a Multa-folyó völgyének kb. 2000 m magasságban kialakult tó-füzérét tartják. A három tóból a Felső-tó tartozik a védett területhez, hossza csupán 800 m, legnagyobb mélysége 47 m.
A védett területen, a Beluha-hegytől nyugatra terül el a jelenkori eljegesedés egyik legnagyobb altaji centruma. Az itt található 148 gleccser összterülete megközelíti a 80 km²-t. (A jégárak kiterjedése azonban világszerte, így nyilván itt is folyamatosan csökken.)

### Éghajlata
A magashegyekben a januári évi középhőmérséklet –15-17 °C, a medencékben 3-5 °C-kal alacsonyabb; a júliusi a hegyekben csupán 4-6 °C, a medencékben azonban 13-15 °C. A völgyeknek viszonylag kevés, 500 mm csapadék jut, a vízválasztókon a csapadék mennyisége ennek kétszerese vagy akár háromszorosa is lehet.

## A Beluha-hegy
A Beluha és vidéke formálisan nem része a Katuny természetvédelmi területnek, de közvetlenül érintkezik vele, lényegében annak keleti folytatása. Az Altaj és Szibéria legmagasabb hegye (4506 m) a természetvédelmi területtel együtt került fel a Világörökség listájára.

## Az élővilág néhány jellegzetessége

### Növényvilág

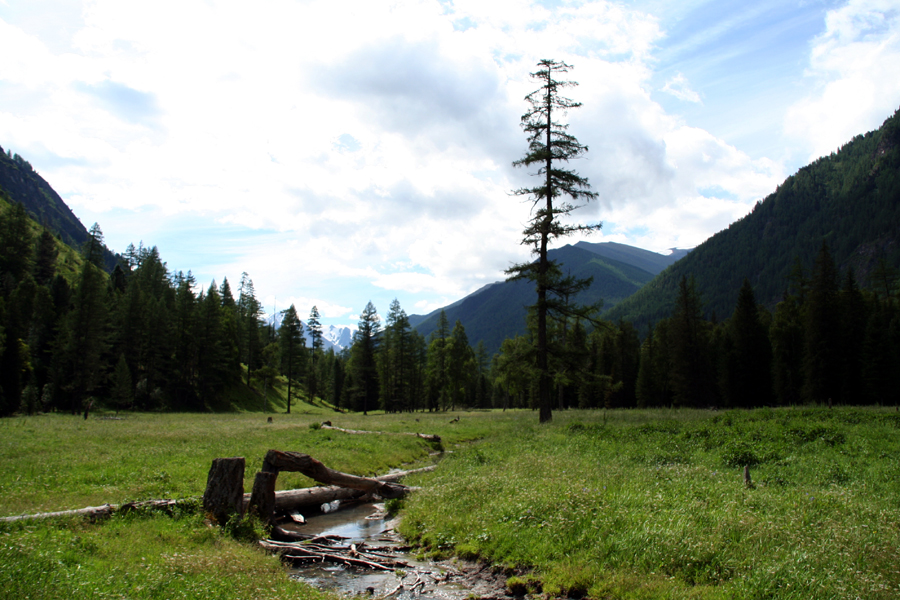
Erdős sztyepp az Altajban

Az altaji terület meghatározó növénytársulása a tajga, a katunyi területnek azonban csak mintegy 14%-ára terjed ki. Fő erdőalkotó fafaja a cirbolya- és a vörösfenyő, kisebb mértékben a szibériai jegenyefenyő. A cirbolyafenyő a Tyeleckoje-tó medencéjében még ma is összefüggő erdőségeket alkot, ahol több száz éves példányok is láthatók. A tó partvidékén gyakran jegenyefenyővel együtt is előfordul, de leginkább a vegyes cirbolya- és vörösfenyő-erdők a jellemzők. A tűlevelű fajok közé sok helyen, néha még a tajga mélyén is néhány lombos faj, főként nyír és rezgő nyárfa keveredik. A lucfenyő részben a Csulisman-magasföldön, de jellemzően inkább a Katunyi-hegység völgyeinek lejtőin terjedt el, ahol vörösfenyővel, nyírrel és nyárfával együtt erdőalkotó. A Katuny és mellékfolyóinak árterein többféle fajból álló fűzesek nőnek.
Nagyobb magasságokban az erdő ritkulni kezd; előbb csak foltokban, majd teljes egészében nyílt füves térségeknek, – rétnek, sztyeppnek, – még magasabban hegyi tundrának adja át helyét. Az alpesi jellegű réteken és a folyóvölgyekben sok a dekoratív virágzatú növény, például több orchideaféle  (Liparis loeselii, Orchis militaris,Epipogium aphyllum), melyeket felvettek Oroszország Vörös Könyvébe. A sztyepp a két természetvédelmi terület  viszonylag kisebb részét foglalja el, de növényvilágát igen nagy fajgazdagság jellemzi: a legkülönbözőbb pázsitfű- és sásfélék, vadhagymák, stb. Déli tájakon, a Dzsulu-kul medencéjében a gyepek helyett inkább a szárazságot és a nagy hőmérséklet-ingadozást jól tűrő törpecserjék, például törpenyírek maradnak csak meg (tundrasztyepp).
A fokozottan védett növények közül a katunyi területen honos tíz faj szerepel az ország Vörös Könyvében, köztük az altaji hagyma (Allium altaicum), az alpesi csajkavirág (Oxytropis alpestris), a hegyi árvalányhaj (Stipa pennata), egy sisakvirágféle (Aconitum) és egy keserűfűféle (Rheum altaicum).
A katunyi természetvédelmi területen összesen mintegy 700 edényes növényfajt tartanak nyilván, az altaji területen kétszer ennyit, utóbbiból 120 jégkorszaki reliktum (maradvány).

### Állatvilág

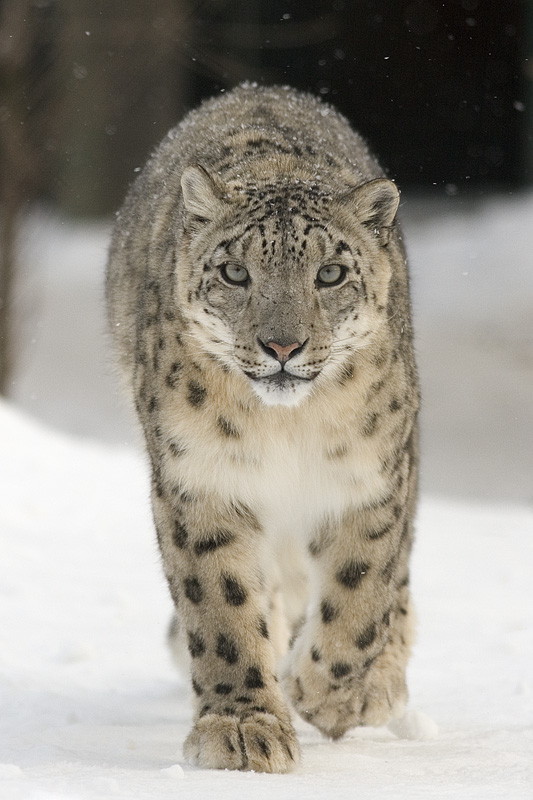
Hópárduc

A két területen együttvéve hatvannál több emlős állatfaj él. A barna medve, a farkas, a róka gyakori ragadozó ezen a vidéken. A macskafélék közül többé-kevésbé rendszeresen csak a hiúz fordul elő. A magas hegyek egyik nagyragadozója a fokozottan védett hópárduc, melyet az oroszországi Vörös Könyvben is nyilvántartanak. Rendkívül ritkán mutatkozik, példányszáma csekély. A patásokat főként jávorszarvasok, maralszarvasok (a gímszarvas egy változata), őzek képviselik, valamint egy viszonylag kistestű állat, a szibériai pézsmaszarvas (Moschus moschiferus), mely  közepes magasságokban, a tajga mélyén él. A magashegyek lakója a szibériai kőszáli kecske. Délen, a Bogojas-folyó környékén néha előfordul egy rendkívül ritka fajta, az argali (Ovis ammon ammon).
A menyétfélék között gyakori a coboly és a szibériai görény; sok a kisragadozó (pl. rozsomák, borz, hermelin), fő táplálékuk a mindenütt jelenlévő sokféle rágcsáló: pocok, egér. A ritkább rágcsálók közül a Tyeleckoje-tó környéki tajgában szibériai repülőmókus (Pteromys volans), erdei lemming, a szárazabb sztyeppeken szürke mormota és mongóliai változata, a tarbagán (Marmota sibirica) fordul elő.
Hüllők közül mindenütt elterjedt az elevenszülő gyík és a keresztes vipera. A legritkább hüllőféle az Orsini-vipera (Vipera ursinii), melynek példányait eddig mindössze néhány alkalommal látták.
A számtalan kisebb vízfolyás és tó közel 20 féle hala közül legtöbb a pénzes pér. Gyakori a lenok-lazac, egy nagyobb testű lazacféle (Hucho taimen) és a menyhal is. A Tyeleckoje-tó endemikus halfaja egy kis marénaféle (Coregonus).
Az Altaj Természetvédelmi Területen 310 madárfaj él (közülük ötvennél többet felvettek az Altaj Köztársaság Vörös Könyvébe), a zordabb és erdővel kevésbé fedett katunyi területen ennél jóval kevesebb. A tavaszi és őszi vonulások idején a gázlómadarak közül látható itt például nagy kócsag és  szürke gém. A Tyeleckoje-tónál néha előfordul a kecses flamingó, vonuláskor a tó nagyobb öbleit récék, ludak hangos csapatai szállják meg.
A tyúkalakúak itteni endemikus madara az altaj királyfogoly (Tetraogallus altaicus). A tundrák lakója a sarki és az alpesi hófajd főként a Dzsulu-kul tómedencében gyakori. A medence apró tavain számos vadkacsaféle és más vízi szárnyas,  például sarki búvár látható, itt fészkel az énekes hattyú, a központi tó két apró szigetén pedig nagy kárókatonák és ezüstsirályok vegyes kolóniája figyelhető meg.
A ragadozómadarak közül kilenc madárfajt tartanak nyilván az ország Vörös Könyvében, köztük a szirti- és a halászsas, a fehérfarkú rétisas, a vándorsólyom, a kerecsensólyom és a szakállas saskeselyű.

## Az Ukok Nyugalmi Övezet
A világörökség részét képező harmadik nagyobb egységet is természeti értékei miatt vették fel a listára, de kultúrtörténeti szempontból is jelentős terület.